# Иванов, Сергей Валентинович
Сергей Валентинович Иванов (1852 — 1925) — товарищ государственного контролера Российской империи в 1905—1906 годах, сенатор, председатель Санкт-Петербургской городской думы.

## Биография
Из потомственных дворян Казанской губернии. Сын отставного поручика Валентина Дмитриевича Иванова и жены его Марии Федоровны Дмитриевой. Высшее образование получил в Казанском университете, юридический факультет которого окончил в 1874 году.
По окончании университета занялся присяжной адвокатурой, преимущественно в области уголовной практики. С 1877 года посвятил себя общественной и, в частности, земской деятельности. Занимал по выборам должности: председателя земской управы, почетного и участкового мирового судьи, члена училищного совета от земства, депутата дворянства, кандидата в предводители дворянства. Одновременно состоял гласным уездного и губернского земских собраний. В 1881 году пожертвовал дом для помещения училища в его имении в селе Сунгурове, за что был удостоен Высочайшей благодарности. В 1883 году присутствовал при короновании Александра III, в качестве представителя земства и знатного дворянства Казанской губернии.
В 1897 году назначен был управляющим Пермской контрольной палатой. Состоя в этой должности по июнь 1899 года он, изучив деятельность казенных горных заводов на Урале, представил проект коренного преобразования этих заводов. В 1899 году, будучи назначен членом от Государственного контроля в Комитет управления по водным и шоссейным сообщениям и торговым портам, нес обязанности помощника генерала-контролера департамента гражданской отчетности, а затем Высочайшим указом был назначен генерал-контролером того же департамента.
1 ноября 1905 года именным Высочайшим указом назначен на пост товарища государственного контролера. Принимал участие в ревизии крупных хозяйственных операций государственных предприятий, а также в ряде правительственных комиссий и совещаний по рассмотрению разного рода законодательных и экономических вопросов. В бытность государственным контролером П. Х. Шванебаха, Иванов принимал непосредственное участие в разработке вопроса о коренном преобразовании в Государственном контроле на началах полной независимости и широкой самостоятельности.
13 декабря 1906 года назначен к присутствованию в Судебном департаменте Правительствующего Сената, с производством в тайные советники. В 1908 году подписал, совместно с другими представителями науки, общественными деятелями, а также одним из сенаторов и членом Государственного совета записку против применения смертной казни; 31 декабря того же года он был освобожден от присутствования в департаментах Сената, с сохранением звания неприсутствующего сенатора.
С 1909 года избирался гласным Санкт-Петербургской городской думы, а в 1914—1916 годах состоял её председателем. Кроме того, принимал участие во многих общественных организациях. Состоял членом Совета и товарищем председателя административного отделения Юридического общества при Санкт-Петербургском университете, председателем отдела Русского технического общества по земскому и городскому хозяйству, председателем комитета Общества распространения художественно-промышленного и коммерческого образования.
После Февральской революции состоял товарищем председателя Чрезвычайной следственной комиссии Временного правительства. В Гражданскую войну участвовал в Белом движении, был министром юстиции в Северо-Западном правительстве. В эмиграции в Финляндии. Скончался в июле 1925 года на своей даче в Куоккалле.

## Семья
Был женат на дочери статского советника Екатерине Николаевне Соколовской. Их дети: Николай (р. 1875) и Вера (р. 1876).

## Награды
- Орден Святой Анны 2-й ст. (1899)
- Орден Святого Владимира 4-й ст. (1902)
- Орден Святого Станислава 1-й ст. (1906)
- Высочайшая благодарность (1913)